# Zeppelin LZ1
O Zeppelin LZ1 foi o primeiro dirigível experimental de sucesso, que decolou de um hangar flutuante no Lago de Constança, próximo a Friedrichshafen, sul da Alemanha, às 20:30[carece de fontes?] de 2 de julho de 1900.
"LZ" é a sigla de Luftschiff Zeppelin, Dirigível Zeppelin.

## Design e desenvolvimento
O LZ1 tinha 126 m de comprimento geral, 11,4 m de diâmetro e pesava 13 toneladas.[carece de fontes?] Foi construído usando um molde coberto com algodão macio. Dentro havia cerca de 17 células de gasolina, e um total de 12 mil m3 de hidrogênio podiam ser armazenados.
A aeronave era manobrada para frente e para trás por lemes, e a propulsão era produzida por dois motores Daimler de combustão interna de 15-hp, cada um, girando duas hélices. A aeronave também utilizava 130 kg suspensos entre o casco que poderiam ser movimentados para frente ou para trás para controlar a altitude e cerca de 300 kg de lastro.[carece de fontes?] Passageiros e equipe eram carregados em duas gôndolas de 6,2 metros de comprimento feitas de alumínio, uma na dianteira outra na traseira da aeronave.

## História operacional
Na sua primeira tentativa o LZ-1 carregou cinco pessoas presas a uma altitude de 410 m e voaram uma distância de 5,95 km em 17 minutos, mas o vento forçou um pouso de emergência (algumas vezes referenciado como uma "queda") na água. Depois de ser reparada, a aeronave voou mais duas vezes mostrando seu potencial, batendo o recorde mundial de velocidade que na época era da aeronave do Exército Francês, La France, de 6 m/s por 3 m/s, mas isso não pôde convencer os possíveis investidores.[carece de fontes?] Como o dinheiro estava esgotado, Ferdinand von Zeppelin teve que desmontar o protótipo, vender tudo, e liquidar a companhia.[carece de fontes?]